# 김수형 (영화 감독)
김수형(1945년 3월 26일 ~ )은 대한민국의 영화 감독이자 종교인이다.

## 학력
- 건국대학교 국어국문학과

## 생애
1973년 《바람아 구름아》로 감독 데뷔. 1990년대 중반까지 약 50편의 영화를 연출했다. 현재는 '영상 선교사'로 활동하고 있다.

## 작품

### 감독
- 1973년 바람아 구름아(감독 데뷔작)
- 1976년 7인의 말괄량이
- 1980년 순악질여사
- 1980년 조용히 살고 싶다
- 1980년 뭔가 보여드리겠읍니다
- 1980년 최인호의 병태만세
- 1982년 산딸기
- 1982년 나는 할렐루야 아줌마였다
- 1983년 암사슴
- 1983년 불바람
- 1983년 오마담의 외출
- 1984년 새댁 나팔을 불기 시작했다
- 1984년 훔친 사과가 맛이 있다 - 오수비, 김애경
- 1985년 W의 비극 - 강수연
- 1985년 산딸기 2
- 1986년 작은 고추
- 1987년 여자는 바람 여자는 바람
- 1987년 산딸기 3
- 1988년 떡
- 1989년 누가 꽃밭에 불을 지르랴
- 1991년 산딸기 4
- 1992년 산딸기 5
- 1993년 도색부인
- 1994년 산딸기 6

## 저서
- 2007년 《하나님이 나의 연출자입니다》(예영커뮤니케이션)

## 수상
- 1984년 제1회 기독교문화상 영화 부문 수상(《나는 할렐루야 아줌마였다》)